# Берк, Джахим
Джахим Берк (швед. Jaheem Burke; род. 19 августа 2001, Кингстон) — шведский футболист, полузащитник «Варберга».

## Клубная карьера
На юношеском уровне выступал за «Рогсвед», «Хаммарбю» и «Ханинге». В 2018 году начал взрослую карьеру за основную команду «Ханинге» во втором дивизионе. За два года в команде принял участие в 13 матчах и забил один мяч. В конце октября 2019 года отправился в испанский «УКАМ Мурсия».
После возвращения из Испании сыграл один матч за «Фагерсту» во втором дивизионе и девять матчей за «Рогсвед» в третьем дивизионе, после чего провёл некоторое время в аренде в «Ханинге», где выступал за юношескую команду. Перед сезоном 2021 года перешёл в «Хаммарбю Таланг», выступающий в первом дивизионе. За 23 матча проведенных за клуб, Берк забил шесть мячей.
11 марта 2022 года перебрался в «Варберг», подписав с клубом контракт на четыре года. 10 апреля дебютировал в чемпионате Швеции во встрече с «Кальмаром», заменив в середине второго тайма Хампуса Закриссона.

## Личная жизнь
Родился на Ямайке. В возрасте 11 лет переехал вместе с семьей в Швецию.

## Клубная статистика
| Выступление      | Выступление      | Выступление      | Лига | Лига | Кубки | Кубки | Конт. кубки | Конт. кубки | Итого | Итого |
| Клуб             | Лига             | Сезон            | Игры | Голы | Игры  | Голы  | Игры        | Голы        | Игры  | Голы  |
| ---------------- | ---------------- | ---------------- | ---- | ---- | ----- | ----- | ----------- | ----------- | ----- | ----- |
| Ханинге          | Дивизион 2       | 2018             | 2    | 0    | 0     | 0     | 0           | 0           | 2     | 0     |
| Ханинге          | Дивизион 2       | 2019             | 11   | 1    | 1     | 0     | 0           | 0           | 12    | 1     |
| Ханинге          | Итого            | Итого            | 13   | 1    | 1     | 0     | 0           | 0           | 14    | 1     |
| Фагерста         | Дивизион 2       | 2020             | 1    | 0    | 0     | 0     | 0           | 0           | 1     | 0     |
| Фагерста         | Итого            | Итого            | 1    | 0    | 0     | 0     | 0           | 0           | 1     | 0     |
| Рогсвед          | Дивизион 3       | 2020             | 9    | 4    | 0     | 0     | 0           | 0           | 9     | 4     |
| Рогсвед          | Итого            | Итого            | 9    | 4    | 0     | 0     | 0           | 0           | 9     | 4     |
| Хаммарбю Таланг  | Дивизион 1       | 2021             | 23   | 6    | 0     | 0     | 0           | 0           | 23    | 6     |
| Хаммарбю Таланг  | Итого            | Итого            | 23   | 6    | 0     | 0     | 0           | 0           | 23    | 6     |
| Варберг          | Алльсвенскан     | 2022             | 1    | 0    | 0     | 0     | 0           | 0           | 1     | 0     |
| Варберг          | Итого            | Итого            | 1    | 0    | 0     | 0     | 0           | 0           | 1     | 0     |
| Всего за карьеру | Всего за карьеру | Всего за карьеру | 47   | 11   | 1     | 0     | 0           | 0           | 48    | 11    |